# Olho Marinho
Olho Marinho ist eine Gemeinde (Freguesia) im portugiesischen Kreis (Concelho) von Óbidos. In ihr leben 1361 Einwohner (Stand 19. April 2021).

## Geschichte
Funde belegen eine vorgeschichtliche Besiedlung der Region. Die heutige Ortschaft entstand vermutlich im Zuge der Reconquista, mit ersten Erwähnung im 12. Jahrhundert. Aus dem 16. Jahrhundert stammt die denkmalgeschützte Barock-Kapelle Ermida de Nossa Senhora do Amparo.

## Söhne und Töchter der Gemeinde
- Armando da Silva Carvalho (1938–2017), Schriftsteller